# KF51 Panther
De KF51 Panther is een Duitse gevechtstank die in 2022 is geïntroduceerd als opvolger voor de Leopard 2.

## Ontwikkelingsgeschiedenis
De tank is in Duitsland ontwikkeld door Rheinmetall als intern project, niet specifiek in opdracht van een bepaald land of klant. De letters "KF" staan voor Kettenfahrzeug (rupsvoertuig) en het getal 51 geeft aan dat het voertuig behoort tot de gewichtsklasse boven 50 ton.

## Technische beschrijving
In de romp worden verschillende componenten van de Leopard 2 gebruikt, maar de toren is nieuw ontworpen.
De tank is bewapend met het zogenaamde Future Gun System van Rheinmetall, een 130mm-gladdeloop-kanon. Dit is een zwaarder kaliber dan gebruikelijk voor een gevechtstank. Hiermee zou de effectieve dracht 50% groter zijn dan bij een 120mm-kanon. Door een automatisch laadsysteem met twee tien-schotsrevolverende magazijnen wordt een hoge vuursnelheid bereikt.
Als nevenbewapening heeft de tank een .50 coaxiale mitrailleur. Voor de nabijbeveiliging kan het voertuig worden voorzien van het Natter-systeem dat bestaat uit een 7,62mm-machinegeweer op een van binnenuit bestuurbare affuit. Ook kan het voertuig worden uitgerust met vier kamikaze-drones van het type Hero-120.
De bemanning bestaat uit drie personen, de commandant met de schutter in de toren en de bestuurder in de romp. Er is ruimte voor een vierde persoon.

## Specificaties
Hoofdbewapening:
- 130mm L/52 kanon
- elevatie: −9° / +20°
- automatische laadinrichting voor 20 granaten

Nevenbewapening:
- .50 (12,7 mm) coaxiaal machinegeweer met 250 stuks munitie
- 7,62mm-machinegeweer (afstandbestuurbaar) voor nabijbeveiliging en bescherming tegen drones; elevatie: −15°/+85° met 2500 stuks munitie
- Optioneel: vier Hero-120 kamikaze-drones
- Rosy rookgranaatwerper

## Inzet
De tank is nog niet in gebruik. In juli 2024 sloot Rheinmetall een overeenkomst met het Italiaanse defensiebedrijf Leonardo om een joint venture op te richten. De joint venture heeft tot doel samenwerking op het gebied van landvoertuigen. Concreet willen de twee de Panthertank aanpassen en produceren voor het Italiaanse leger. Italië heeft plannen voor een bestelling van 200 Panthertanks.